# Victor Lang
Victor Lang is een personage uit de Amerikaanse televisieserie Desperate Housewives, gespeeld door John Slattery.

## Verhaallijn
Victor duikt voor het eerst op in aflevering 16 van het 3de seizoen. Hij is kandidaat voor het burgemeesterschap van Fairview en wanneer hij Gabrielle ziet, is het liefde op het eerste gezicht; al dan niet wederzijds. Hij laat zijn chauffeur opzettelijk tegen Gabrielle's auto rijden, zodat hij haar kan ontmoeten. Hij vertelt dat hij het goed wil maken met een etentje, waarop Gabrielle accepteert. Na een tijd tegengewerkt te hebben, belandt ze uiteindelijk toch in zijn armen.
Het luxeleventje dat ze verwachtte lijkt echter niet te komen: door zijn campagne heeft Victor amper tijd voor haar en gaat ze tot het uiterste om toch maar zijn aandacht te krijgen.
Nadat Gabrielle haar eerste nacht in Victor's huis heeft doorgebracht, vraagt hij haar ten huwelijk, maar ze geeft nog niet meteen antwoord: ze is haar scheiding van Carlos duidelijk nog steeds niet te boven gekomen.
Maar tijdens een persconferentie, waarin Victor probeert pikante foto's van hem en Gabrielle in een lift probeert goed te praten, schiet Gabrielle hem te hulp door zijn huwelijksaanzoek te aanvaarden.
Wanneer Gabrielle een agent in het openbaar schopt omdat hij haar probeert tegen te houden haar parkeerboete te verscheuren, wordt Victor voor het eerst kwaad op Gabrielle. Hij maakt haar duidelijk dat, nu ze de vrouw van de burgemeester is, ze haar kinderachtig gedrag binnenshuis moet houden en zich openbaar gedragen als een dame. Maar nadat Victor Gabrielle's verstuikte pols ziet, een souvenir aan haar gevecht met de agent, stuurt hij twee mannen eropuit om de agent in elkaar te slaan.
In de seizoensfinale van seizoen 3, "Getting Married Today", staat Gabrielle op het punt om te trouwen met Victor. Na de ceremonie komt ze er echter achter dat Victor alleen maar met haar trouwde om de Latino stemmen achter zich te krijgen bij de verkiezing van gouverneur.
In het 4de seizoen komt Victor erachter dat Gabrielle hem bedriegt met haar ex-man, Carlos Solis. Victor neemt haar mee op zee met zijn boot en vertelt haar dat hij weet van haar affaire. Gabrielle, bang dat hij haar iets zal aandoen, slaat hem overboord en vaart terug naar de haven. Daarna keert ze echter terug met Carlos om Victor te zoeken. Ze trekken hem aan boord, maar wanneer Victor dan probeert om Carlos te vermoorden, slaat Gabrielle hem opnieuw overboord. Victor komt echter niet meer boven water en eens terug in de haven laten Gabrielle en Carlos de boot zonder bemanning te water, om het bewijsmateriaal weg te werken.
In de volgende aflevering komt Gabrielle te weten dat Victor in het ziekenhuis ligt, herstellende van zijn ongeval. Tijdens een ondervraging door de politie meent hij niets meer te herinneren van op de boot, maar eens de agenten weg zijn vertelt hij aan Gabrielle dat hij zich alles herinnert.
In aflevering 9 van seizoen 4, "Something's Coming", neemt Gabrielle afscheid van haar vrienden: ze is van plan om samen met Carlos te vertrekken, zodat Victor hen niets kan doen. Gabrielle wordt echter door Edie Britt onopzettelijk uit haar huis gelokt terwijl ze aan het inpakken is en kan niet meer terugkeren door de naderende tornado. Terwijl Gabrielle in Edie's huis zit, gaat Victor naar Carlos voor een laatste confrontatie. Hij en Carlos vechten in de tuin, tussen rondslingerende objecten, van de grond getild door de tornado. Victor wordt gedood door een stuk omheining.